# HSV 함부르크
HSV 함부르크(독일어: HSV Hamburg)는 독일 함부르크를 연고로 하는 핸드볼팀이다. 현재 핸드볼 분데스리가 소속이며 1999년에 창립된 팀이다.